# 基提塔斯 (华盛顿州)
基提塔斯（英文：Kittitas），是美国华盛顿州基帝塔什县下属的一座城市。根据 2000年美国人口普查，该市有人口1,105人。根据2010年美国人口普查，该市有人口1,381人。而2011年估计该市有1,405人。